# Kniselo, Jîdaciv
Kniselo (în ucraineană Кнісело) este localitatea de reședință a comunei Kniselo din raionul Jîdaciv, regiunea Liov, Ucraina.

## Demografie
Componența lingvistică a localității Kniselo
     Ucraineană (99,7%)
Conform recensământului din 2001, majoritatea populației localității Kniselo era vorbitoare de ucraineană (99,7%), existând în minoritate și vorbitori de alte limbi.